# 화이트 퍼레이드
《화이트 퍼레이드》(The White Parade)는 미국에서 제작된 어빙 커밍스 감독의 1934년 영화이다. 로레타 영 등이 주연으로 출연하였고 제스 L. 라스키 등이 제작에 참여하였다.
이 영화는 아카데미 작품상 후보에 지명되었다.

## 출연

### 주연
- 로레타 영
- 존 볼즈

### 조연
- 도로시 윌슨
- 아스트리드 앨윈
- 프랭크 콘로이
- 제인 다웰
- 사라 하든
- 조이스 콤프턴
- 노엘 프란시스
- Jane Barnes

## 기타
- 원작자: 라이언 제임스
- 미술: 맥스 파커
- 의상: 윌리엄 램버트